# Joe Jones
Joe Jones (12 de agosto de 1926-27 de noviembre de 2005) fue un cantante, compositor e instrumentista estadounidense de R&B. 

## Biografía
Como cantante, alcanzó la fama con su canción You Talk Too Much (1960), que llegó a ser una de las canciones más populares de aquel año. Pero esto casi no le generó ganancias, por lo que, indignado, se instaló en Nueva York para desarrollar su carrera como productor. Allí descubrió a la banda The Dixies Cups y al cantante Alvin Robinson. En 1973 se mudó a Los Ángeles y formó su propia firma editorial.
Murió en 2005, debido a una operación de cirugía malograda.